# Francine Niyonsaba
Francine Niyonsaba (* 5. Mai 1993 in Nkanda Bweru) ist eine burundische Leichtathletin.

## Sportliche Laufbahn
Die 1,61 Meter große Schülerin der High School in Royial Province, die 2012 ein Wettkampfgewicht von 56 kg auf die Waage brachte, wird vom burundischen Nationaltrainer Nizigama Salvator trainiert. Die Goldmedaillengewinnerin der Afrikameisterschaften 2012 in Porto-Novo, bei denen sie mit einer Zeit von 1:59,11 min einen neuen burundischen Rekord aufstellte, sicherte Burundi nach Charles Nkazamyampi 1992 die erst zweite Afrikameisterschaft in der Landesgeschichte. Am 20. Juli 2012 verbesserte sie den burundischen 800-Meter-Rekord abermals, als sie bei der Diamond-League-Veranstaltung Herculis in Monaco in 1:58,68 min als Zweite die Ziellinie überquerte.
Sie stand im sechsköpfigen Aufgebot der burundischen Mannschaft für die Olympischen Spiele 2012. In London startete sie über die 800-Meter-Laufstrecke, verbesserte im Halbfinale abermals den Landesrekord auf 1:58,67 min und belegte im olympischen Finale mit einer Zeit von 1:59,63 min den siebten Rang. Durch die nachträgliche Disqualifikation der Russin Jelena Arschakowa wegen Dopings rückte sie später auf den sechsten Platz vor.
Am 7. September 2012 steigerte Niyonsaba ihre Bestleistung beim Memorial Van Damme in Brüssel zunächst auf 1:56,59 min
Bei der Hallenweltmeisterschaften 2016 in Portland erreichte Niyonsaba mit einer Zeit von 2:00,1 min den Weltmeistertitel. Ihre persönliche Bestleistung und den erneuten burundischen Rekord verbesserte Francine Niyonsaba bei der Diamond-League-Veranstaltung Herculis in Monaco auf 1:56,24 min. Ebenfalls im Jahre 2016 konnte sie bei den Olympischen Spielen 2016 in Rio de Janeiro mit einer Zeit von 1:56,49 min die Silbermedaille gewinnen, welche die zweite Olympiamedaille für Burundi überhaupt war.
Bei den Weltmeisterschaften 2017 in London holte Niyonsiba hinter der Südafrikanerin Caster Semenya die Silbermedaille. Außerdem siegte sie in dieser Saison bei den Diamond-League-Meetings in Stockholm und Lausanne. Beim Herculis in Monaco steigerte sie ihre persönliche Bestleistung auf 1:55,47 min.
2018 verteidigte Niyonsaba bei den Hallenweltmeisterschaften in Birmingham ihren Titel im 800-Meter-Lauf erfolgreich. Bei den Afrikameisterschaften in Asaba wurde sie Zweite.
2021 gelang ihr bei den Olympischen Sommerspielen in Tokio über die 10.000 Meter als Fünfte mit 30:41,93 min ein neuer nationaler Rekord für Burundi. Am 14. September 2021 stellte sie in Zagreb über die 2000 Meter mit 5:21,56 min einen neuen Weltrekord auf.